# Софронов, Георгий Павлович
Георгий Павлович Софронов (20 апреля (2 мая) 1893, Серпухов, Московская губерния (ныне Московская область) — 17 марта 1973, Москва) — советский военачальник, генерал-лейтенант (1940). Один из руководителей обороны Одессы в 1941 году.
Георгий Павлович Софронов был одним из успешных командиров Красной армии в начале Великой Отечественной войны, однако позже из-за проблем с сердцем, ему пришлось уйти на штабную работу, что фактически закончило его полководческую карьеру.

## Семья
Русский.
- Отец Павел Степанович Софронов — Обходчик на перегоне Серпухов — Шарапова Охота,
- мать, Пелагея Ивановна, — сторож.

В семье было семь детей. Ни родители, ни две старшие сестры грамоты не знали, а старший брат Андрей всего год учился в школе.

## Детство
Из воспоминаний Г. П. Софронова:

До сих пор диву даюсь, как мы умудрялись размещаться в той будке, особенно на ночлег. Ведь в ней была всего одна комната площадью двадцать квадратных метров, крохотная кухонька и сени. Мать спала на деревянной кровати, отец на сундуке, кто-то один на печке, а все остальные — вповалку на полу.
Утром вставали рано и беспокойно. В комнате буквально негде было повернуться. Одна сестрёнка причесывалась перед крохотным зеркальцем, стоявшем на подоконнике, а другие ждали своей очереди…
Но самым страшным бичом оставалась бедность. Перебивались, как говорится, с хлеба на квас. Старший брат Андрей уже работал на железной дороге, сестру Ксению определили в кухарки. Остальные пятеро детей, в том числе и я, прочно висели на шее отца и матери. Жалованья им, понятно, не хватало, и многие семейные расчёты связывались с ведением домашнего хозяйства. У нас был небольшой огород, где мы сажали картошку, корова и кое-какая мелкая домашняя живность.
Окончил сельскую начальную школу. В 1904 году отец был переведён обходчиком на станцию Тарусская Московско-Курской железной дороги, туда же переехала семья. В 1906 году окончил двуклассное Серпуховское железнодорожное училище, а затем — Серпуховское городское училище. Работал писарем у железнодорожного мастера, ремонтным рабочим, с 1912 года — счетоводом в Серпуховской городской управе. С 1910 года состоял в марксистских кружках. Стаж членства в РСДРП(б) (КПСС) — с 1912 года.

## Первая мировая война
Осенью 1914 года призван в Русскую императорскую армию, направлен в Московский запасной полк, затем в 56-й пехотный запасной батальон. С февраля 1915 года — в действующей армии, рядовой 2-го Сибирского стрелкового полка 1-го Сибирского армейского корпуса, воевал на Западном фронте. В июле 1915 года направлен на учёбу, в ноябре 1915 года окончил 3-ю Московскую школу прапорщиков. С начала 1916 года — вновь на фронте, младший офицер роты 458-го Суджанского пехотного полка в 6-й армии на Румынском фронте, затем командир взвода в учебной команде полка. Был ранен. Воинское звание — прапорщик, присвоено в 1915 году.

## Революция и Гражданская война

В. И. Ленин произносит речь при открытии памятника Карлу Марксу и Фридриху Энгельсу. Стрелкой показан Г. П. Софронов,

Активный участник революционных событий 1917 года на Румынском фронте. Весной 1917 года был избран председателем ротного комитета и товарищем председателя полкового солдатского комитета. Вскоре избран солдатами председателем полкового солдатского комитета. Когда части фронта были разоружены румынскими войсками, во главе красногвардейского отряда добрался до Одессы и принял участие в большевистском восстании в Одессе 15-18 января 1918 года, в результате которого в городе была установлена Советская власть.
В январе-феврале 1918 года — член президиума армейского комитета 6-й армии, участвовал в боевых действиях против румынских войск в Бессарабии. В марте 1918 года эвакуирован из города в связи с приближением германско-австрийских интервентов. Добрался до Москвы, участвовал в работе 4-го съезда Советов.
С апреля 1918 года — в Красной Армии. Был направлен на Восточный фронт: старший адъютант штаба Северо-Урало-Сибирского фронта, начальник оперативного отдела штаба этого фронта, начальник гарнизона Екатеринбурга, с июля 1918 — начальник оперативного отдела штаба 3-й армии, исполняющий должность начальника штаба армии, комиссар штаба армии. Участник борьбы с восставшими частями чехословацкого корпуса. Причастен к расстрелу Николая II и членов его семьи.
С октября 1918 года — на учёбе в Академии Генерального штаба РККА, одновременно заместитель председателя партийного бюро академии. После окончания первого курса академии в апреле 1919 года вновь направлен на Восточный фронт, где воевал против войск адмирала А. В. Колчака. Назначен начальником штаба Вятского укрепрайона (комендантом укрепрайона был В. К. Блюхер), затем командир 256-го стрелкового полка. Отличился при взятии города Глазова и форсировании Камы, выполнив во главе полка дерзкий рейд в тыл противника, заняв важные станции и захватив большие трофеи.
В августе 1919 года переведён в 7-ю армию, где назначен начальником штаба 2-й стрелковой бригады 2-й стрелковой дивизии, затем — командиром 2-й стрелковой бригады там же. Участник обороны Петрограда от войск генерала Н. Н. Юденича. В конце 1919 года возвращен в Академию для продолжения образования.
С лета 1920 года — для поручений в штабе 1-й Революционной Трудовой армии (Урал), затем — заместитель Екатеринбургского военного комиссара, командир особой бригады ЧОН и председатель армейского комитета по борьбе с дезертирством. В том же 1920 году окончил второй курс Военной академии РККА (в которой учился с 1918 года), присвоены права окончившего академию в 1924 году.
С января 1921 года — помощник начальника штаба Донецкой Трудовой армии, участник боевых действий против махновцев и различных банд в Донбассе.

## В межвоенный период
С осени 1921 — комендант Архангельского укрепрайона, одновременно Архангельский губернский военный комиссар и командир 52-й отдельной стрелковой бригады; командир (с июля 1922) и военком (с декабря 1922) 17-й стрелковой дивизии (Рязань, затем — Нижний Новгород). С декабря 1930 — командир и военком 12 стрелкового корпуса. С января 1931 — командир и военком 18 стрелкового корпуса. С марта 1931 — командир и военком 16 стрелкового корпуса (с марта 1931) в Белорусском военном округе (Могилёв).

М. И. Калинин вручает Г. П. Софронову орден Ленина

С февраля 1932 — помощник командующего войсками Приволжского военного округа по материальному обеспечению. Окончил оперативный факультет Военной академии РККА имени М. В. Фрунзе в 1935 году. После пребывания в распоряжении Hаркомата обороны СССР в июне 1937 года назначен командиром 17 стрелкового корпуса.
С августа 1937 — командующий войсками и член военного совета Уральского военного округа. С июля 1938 находился в распоряжении Управления по командному и начальствующему составу РККА, с апреля 1939 года исполнял должность начальника Управления высших военно-учебных заведений Красной Армии, в июле 1940 года был утверждён в этой должности. С января 1941 года — первый заместитель командующего Прибалтийским Особым военным округом.

## Великая Отечественная война
Участник Великой Отечественной войны с 22 июня 1941 года. С началом Великой Отечественной войны большая часть Прибалтийского Особого военного округа была преобразована в Северо-Западный фронт, и по 1 июля 1941 года Г. П. Софронов являлся командующим войсками Прибалтийского Особого военного округа (военного времени). В тяжёлых условиях начала войны ему приходилось в этой должности решать вопросы отмобилизования войск округа, эвакуации военных училищ, учреждений округа, организации рубежей обороны.
С 26 июля — командующий Приморской армией Южного фронта (с 19 августа — Отдельной Приморской армией), принимавшей участие в героической обороне Одессы. После ожесточённых боёв на реке Днестр войска армии отошли к Одессе и на его дальних подступах организовали прочную оборону на линии Александровка, Буялык, Бриновка, Беляевка, Каролино-Бугаз. Г. П. Софронов умело руководил боевыми действиями и все попытки противника захватить Одессу с ходу провалились. Враг, осадивший город, перешёл к планомерному наступлению, стремясь прорвать оборону то на одном, то на другом участке. 20 августа Приморская армия вошла во вновь созданный Одесский оборонительный район, подчинённый командующему Черноморским флотом. Г. П. Софронов, сохранив за собой должность командующего армией, одновременно становится заместителем командующего оборонительным районом по сухопутным войскам и умело организует взаимодействие с флотом и авиацией флота. 22 сентября войска армии совместно с Черноморским флотом нанесли комбинированный удар (морской десант в районе Григорьевки, воздушный десант в тылу врага, атака с фронта), нанесли поражение двум румынским дивизиям и отбросили противника на 5-8 километров.
В начале октября Г. П. Софронова поразил тяжелейший инфаркт миокарда после получения известия о гибели сына в бою на Западном фронте, 5 октября был вывезен в госпиталь в Севастополь, а затем в Кисловодск. После излечения с 24 января по 13 апреля 1942 года состоял в распоряжении Главного управления кадров НКО СССР.
С апреля 1942 года — помощник командующего войсками Западного фронта. В основном руководил боевой подготовкой войск фронтовых резервов, использовал свой боевой опыт, периодически на отдельных участках контролировал и помогал в проведении мероприятий по организации и проведению наступательных и оборонительных операций войск фронта и с этой работой, по заключению генерала армии В. Д. Соколовского, справился удовлетворительно. С мая по сентябрь 1944 года Г. П. Софронов находился на излечении в госпитале. С сентября 1944 года и до конца войны — помощник командующего войсками 3-го Белорусского фронта по формированиям. Неоднократно выполнял задания командования фронта по обеспечению выполнения боевых приказов армиями, но из-за плохого состояния здоровья при выполнении этих заданий не проявлял достаточной энергии и настойчивости.

## После войны
С июля 1945 года — заместитель командующего войсками Барановичского военного округа. С мая 1946 — старший преподаватель Высшей военной академии имени К. Е. Ворошилова, с октября 1946 — начальник кафедры воздушно-десантных войск этой академии. С ноября 1953 года Г. П. Софронов — в запасе.
Жил в Москве. Похоронен на Донском кладбище Москвы.

## Воинские звания
- прапорщик (1915)
- комдив (26.11.1935)
- комкор (13.08.1937)
- генерал-лейтенант (4.06.1940)

## Награды
- орден Ленина (21.02.1945),
- 5 орденов Красного Знамени (1922, 22.02.1938, 29.12.1941, 3.11.1944, 6.11.1947),
- орден Кутузова 1-й степени (19.04.1945),[1][2]
- орден Суворова 2-й степени (28.09.1943),[3]
- медали.

## Мемуары и сочинения
- Софронов Г. П. Неподвластное времени. — М.: Воениздат, 1976.[militera.lib.ru/memo/russian/sofronov_gp/index.html]
- Софронов Г. П. Одесский плацдарм. // В кн.: У черноморских твердынь: Отдельная Приморская армия в обороне Одессы и Севастополя. — М., 1967.
- Софронов Г. П. Воздушные десанты во Второй мировой войне. — М.: Воениздат, 1962.
- Софронов Г. П. Сколько бы он мог ещё сделать… // В кн. Маршал Тухачевский. Воспоминания друзей и соратников. — М.: Воениздат, 1965.
- Софронов Г. П. Беседа с Владимиром Ильичем. // Военно-исторический журнал. — 1963. — № 4. — С.52-55.
- Кин Т. Г., Софронов Г. П., Феофанов П. Г. Первый рабоче-крестьянский. Боевой путь первого рабоче-крестьянского полка 1918—1922 гг. — Свердловск, 1978.